# Méranti jaune
Espèce
Statut de conservation UICN

 EN A2cd : En danger
Le Méranti jaune, (Shorea faguetiana ("Poko gergasi")), est une espèce de plantes à fleurs de la famille des Dipterocarpaceae. C'est un arbre tropical originaire d'Asie du Sud-Est. Ceux qui poussent dans l'ile de Bornéo figurent parmi les plus grands arbres du monde. L'espèce est en danger, à cause de la perte de son habitat et de l'exploitation excessive de son bois.

## Classification
Le genre Shorea est assigné à la famille des Dipterocarpaceae.
L'espèce Shorea faguetiana a été décrite par le botaniste Frédéric Louis Heim. Le spécimen type de cette espèce avait été récolté au Sarawak en 1867, par le naturaliste florentin Odoardo Beccari (1843-1920).

## Records
Dans l'île de Bornéo, on a pu en mesurer un exemplaire de plus de 90 mètres de hauteur en 2016,.
En 2019, le record du plus grand arbre tropical connu au monde est battu par un spécimen surnommé en malaisien Menara (tour). Cet arbre pousse dans une dépression de l'Aire de conservation de Danum Valley (en) (Sabah), ce qui a dû favoriser sa croissance, et mesure, en comptant seulement la partie hors sol, 100,8 m de haut et pesant 81,5 tonnes. 
Le record mondial toutes catégories d'arbres enregistré est toujours détenu par celui qui est surnommé Hypérion, un Sequoia sempervirens de Californie du Nord, qui mesure 115,55 mètres de hauteur.